# Recea-Cristur, Cluj
Recea-Cristur este satul de reședință al comunei cu același nume din județul Cluj, Transilvania, România.

## Imagini

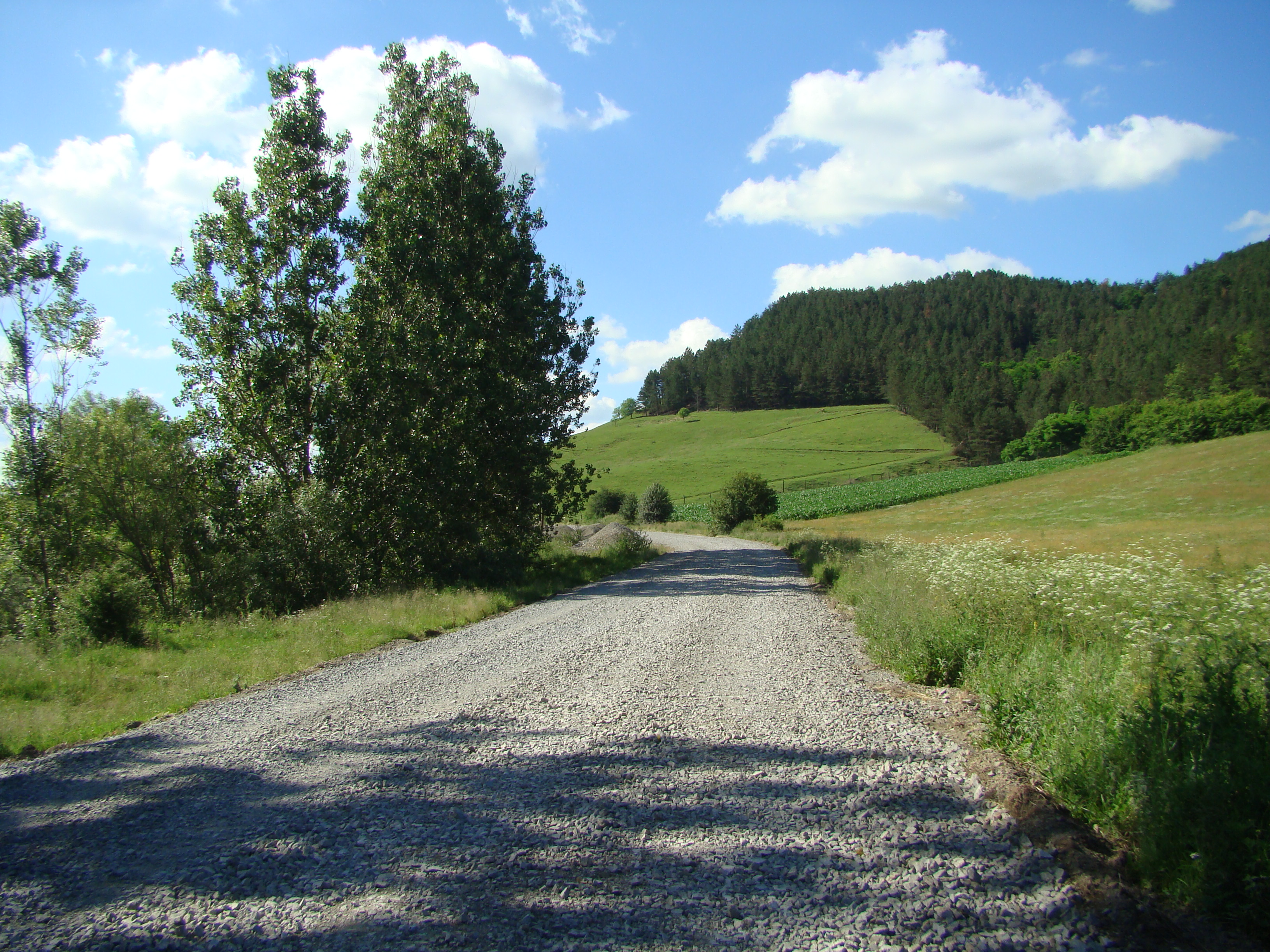
Drumul Panticeu-Recea-Cristur
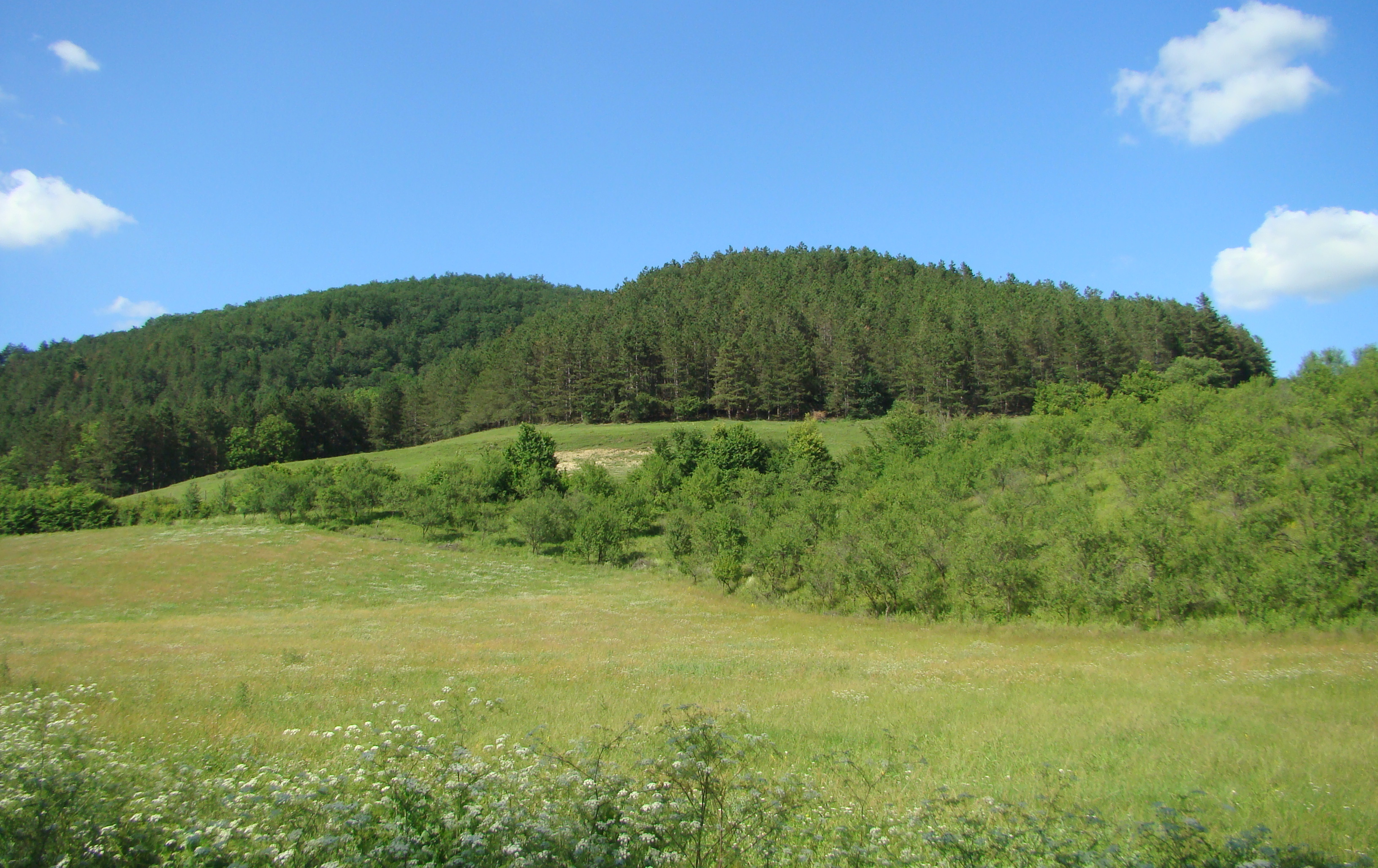
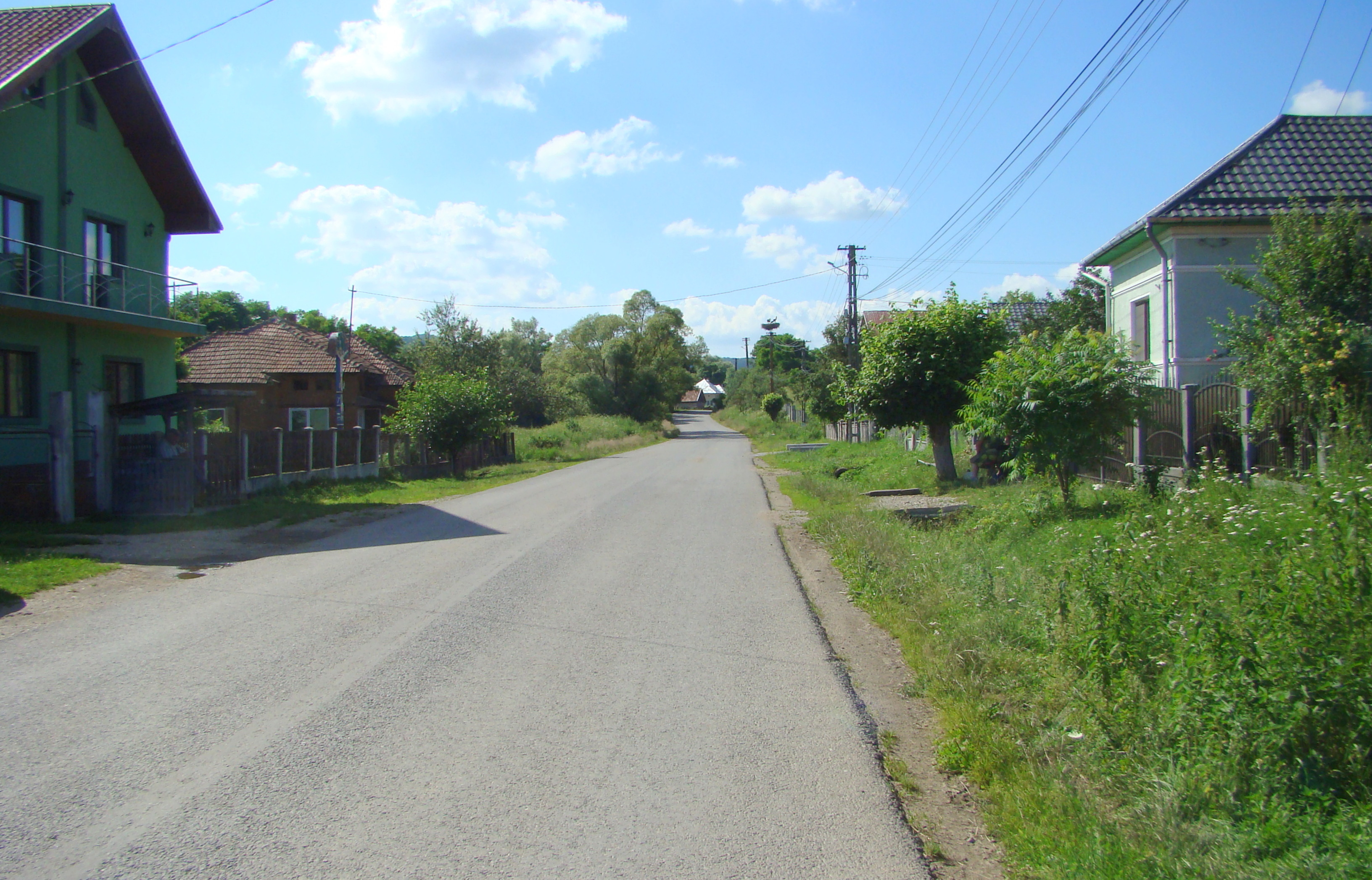
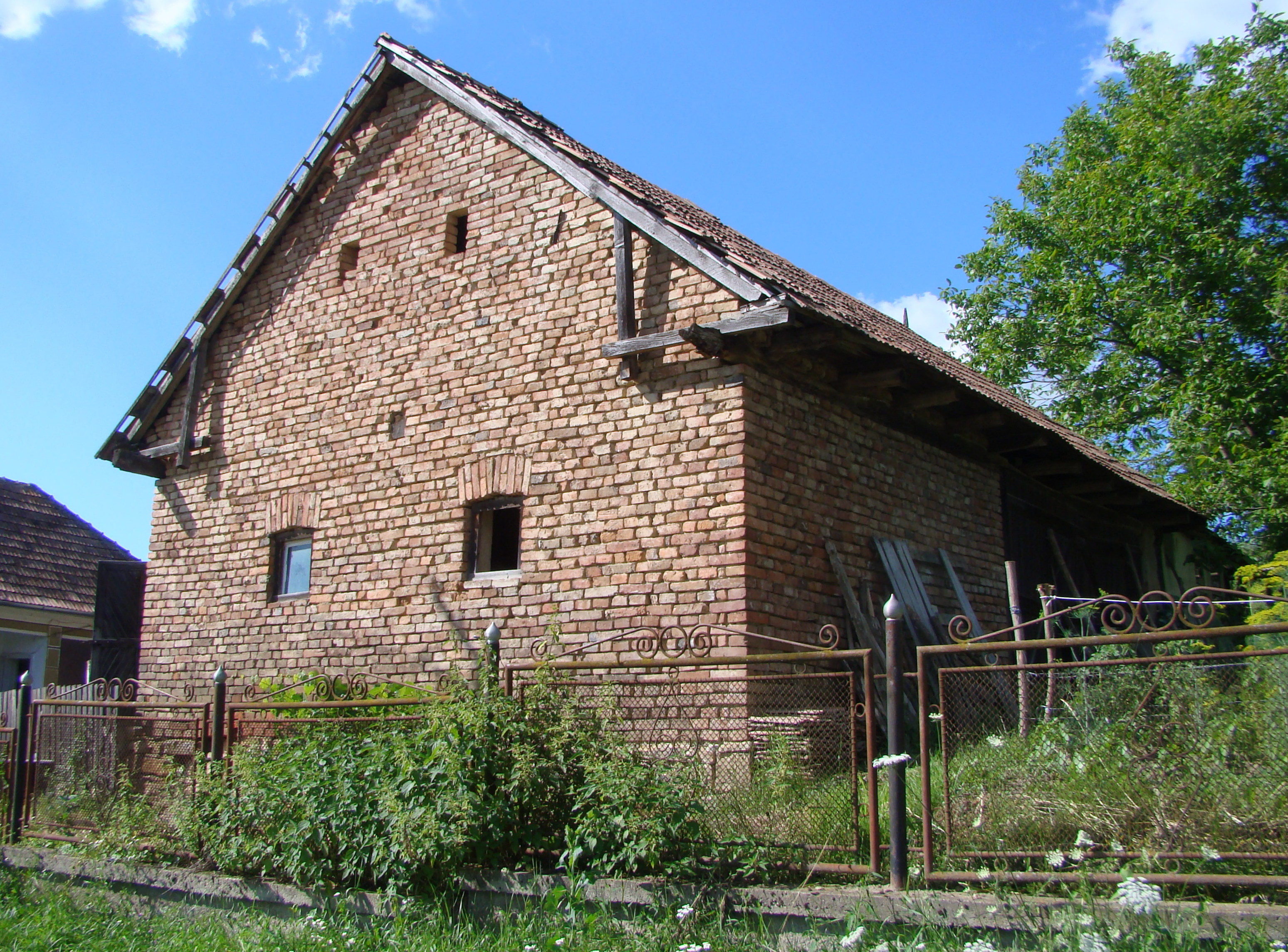
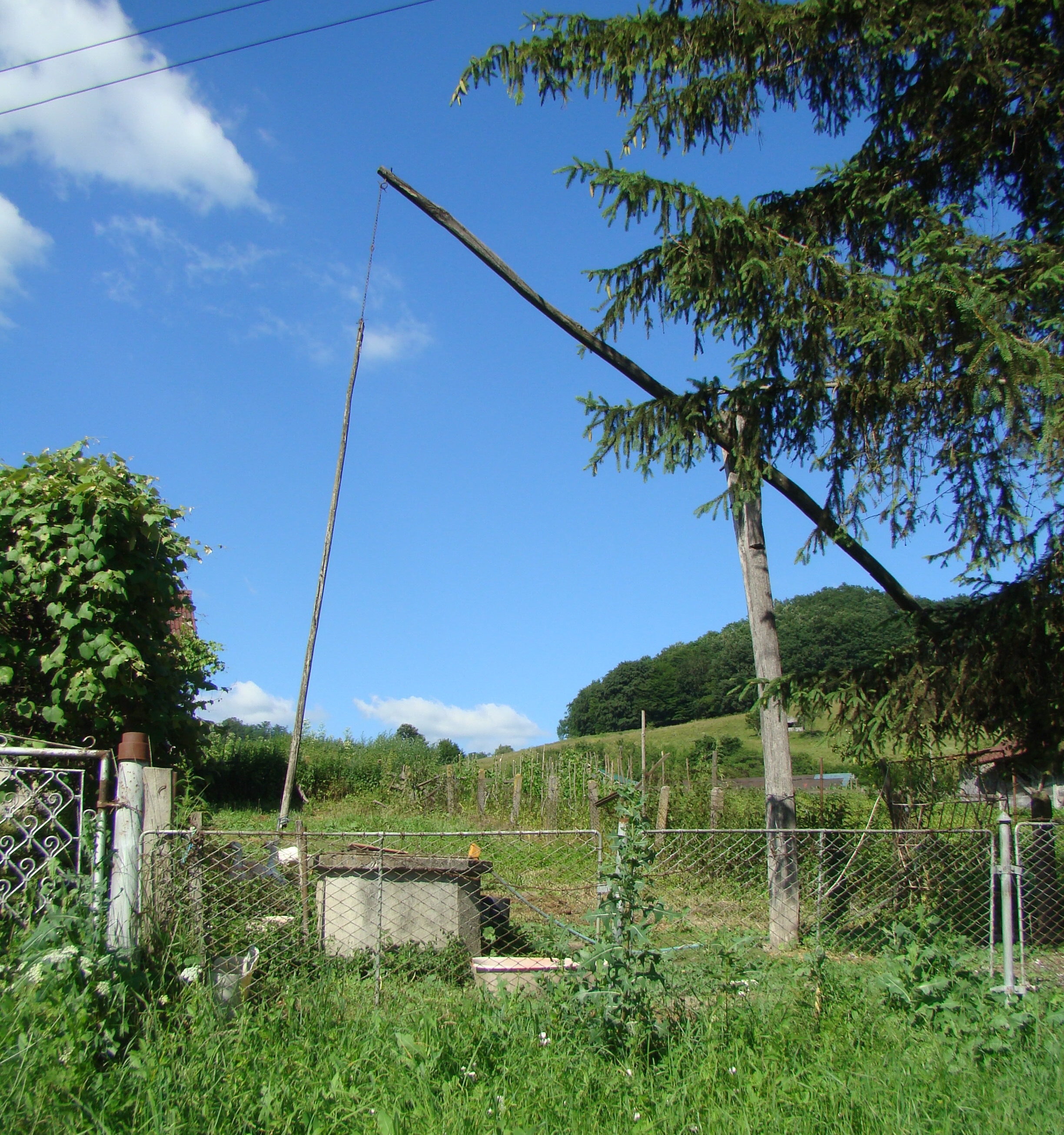
Fântână cu cumpănă
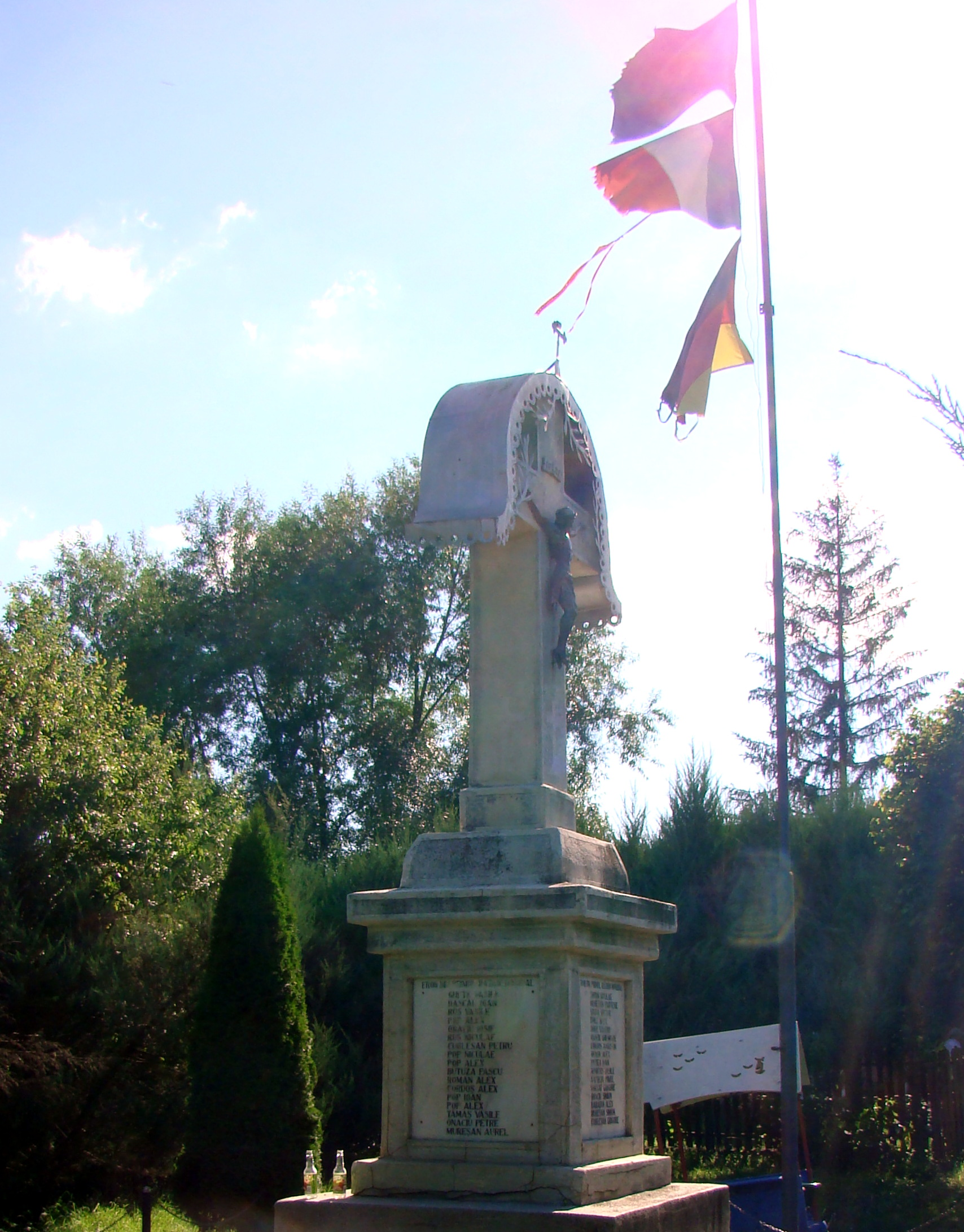
Monumentul eroilor
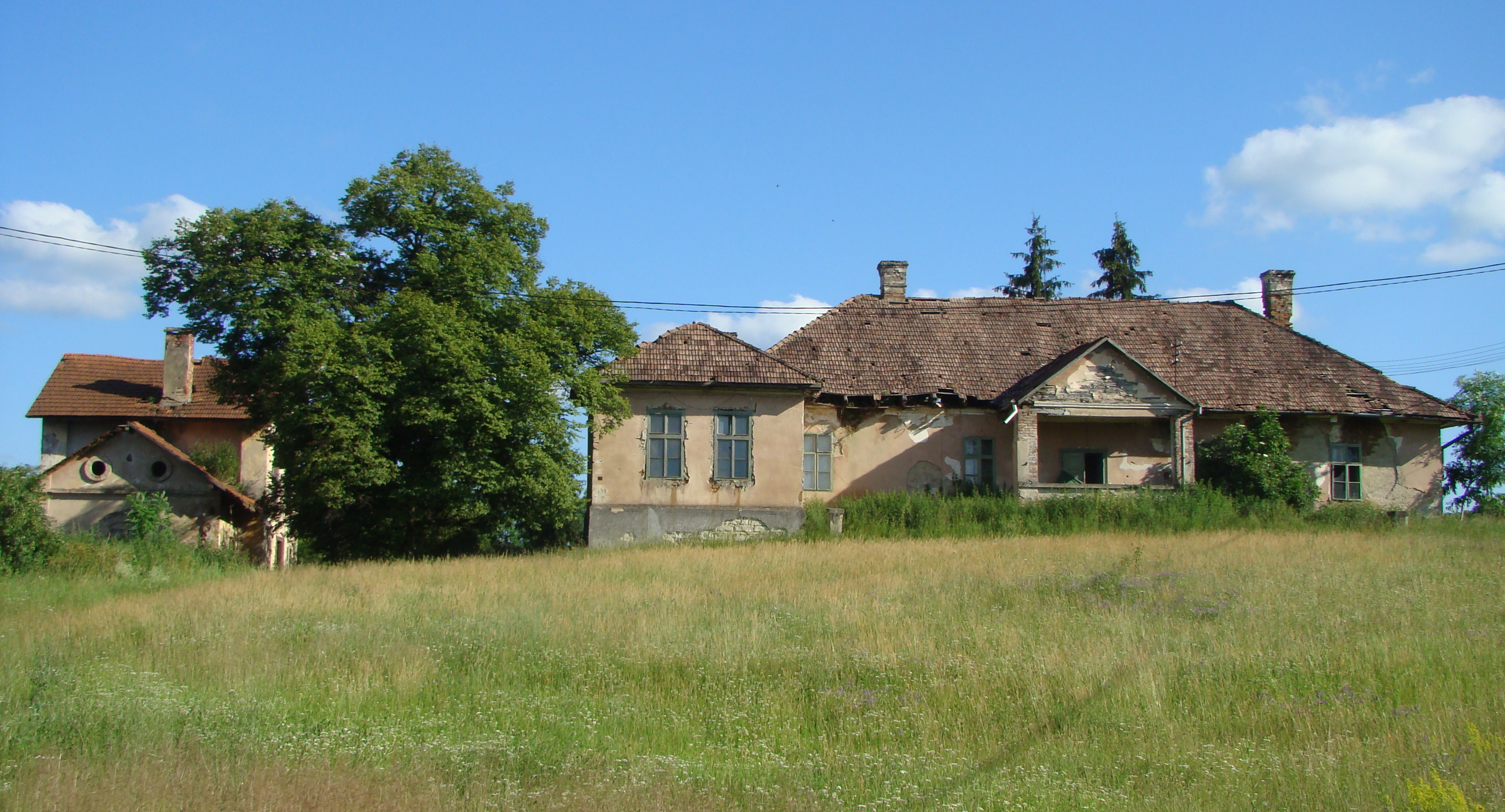
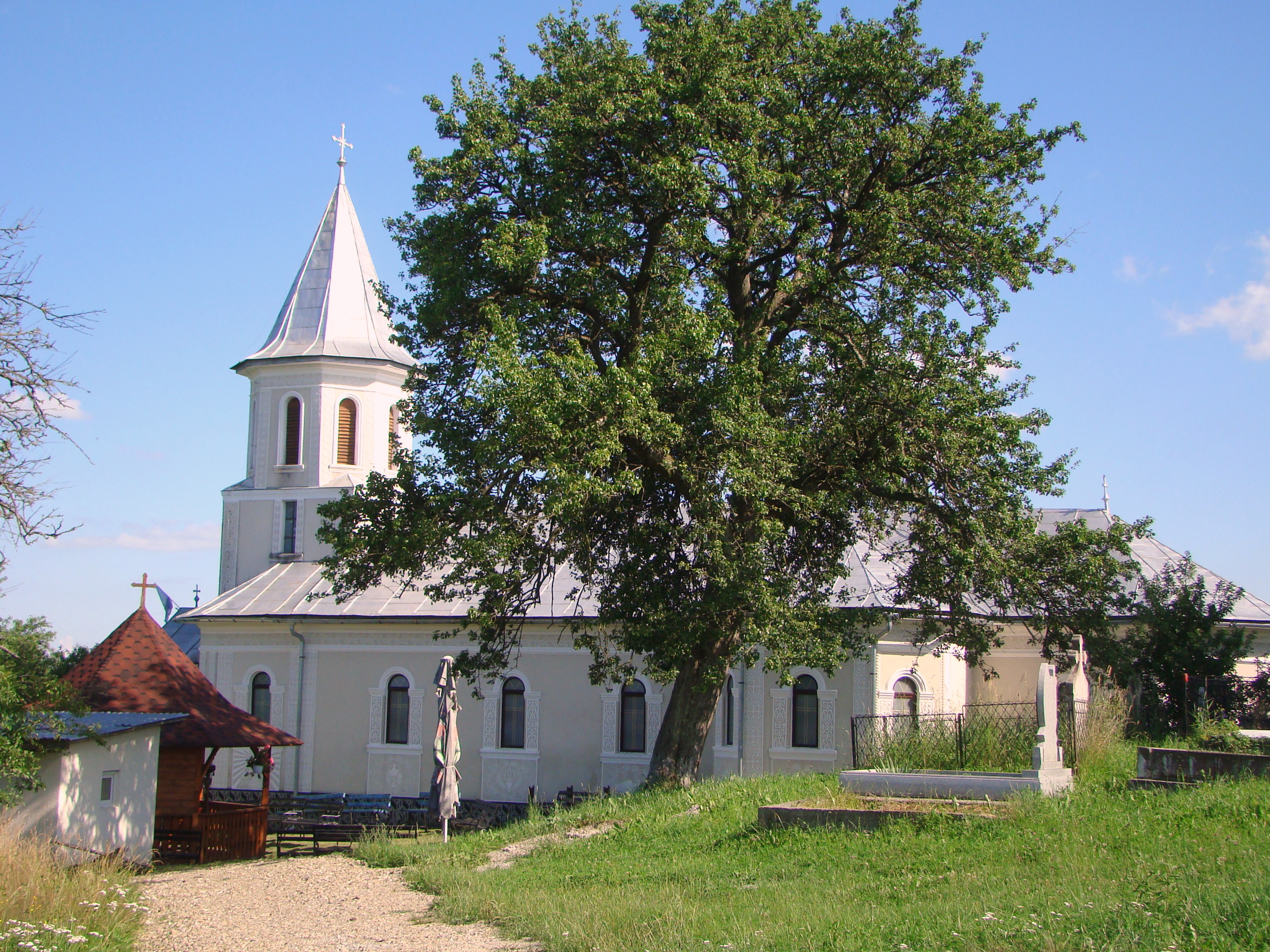
Biserica „Sfântul Ierarh Nicolae”
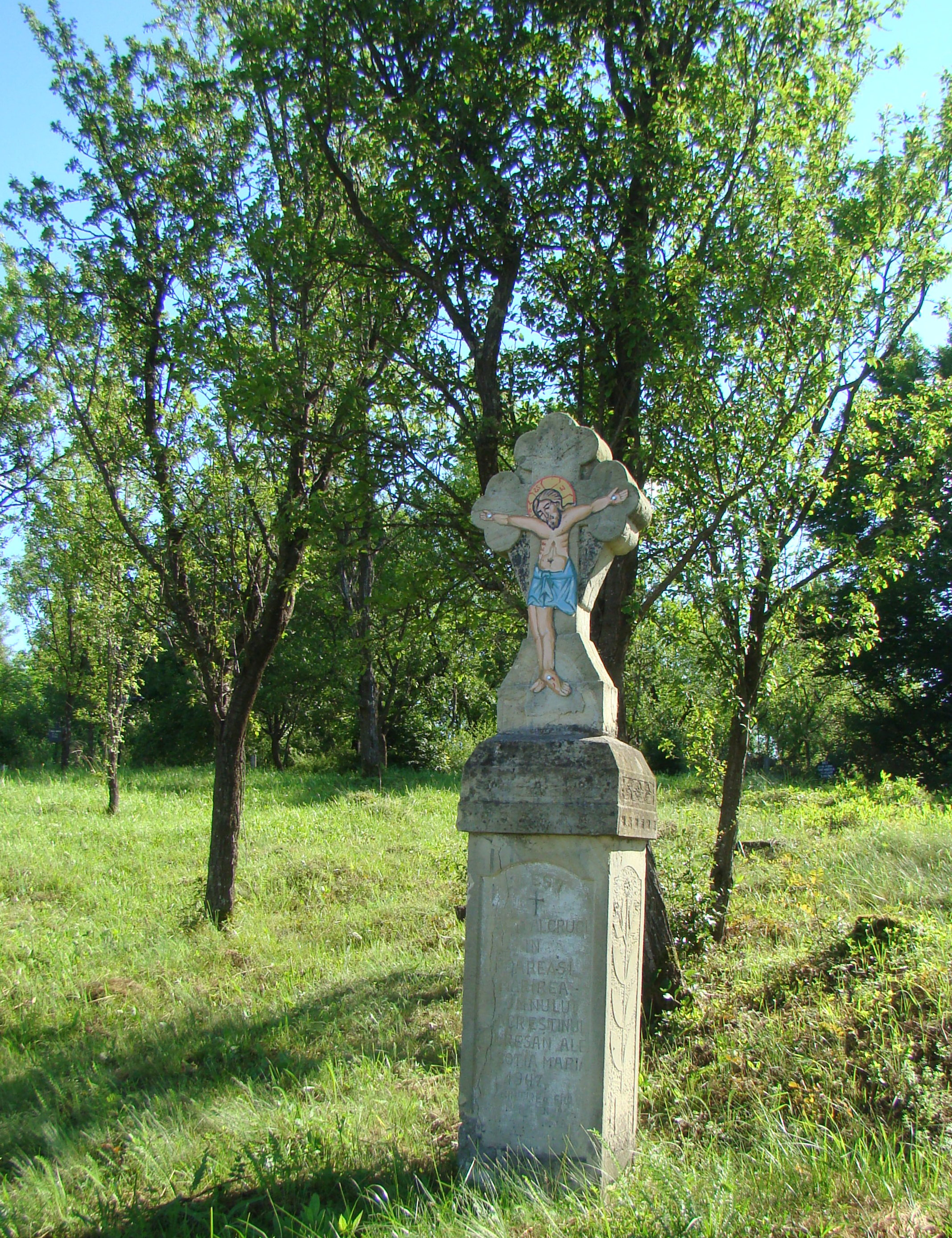
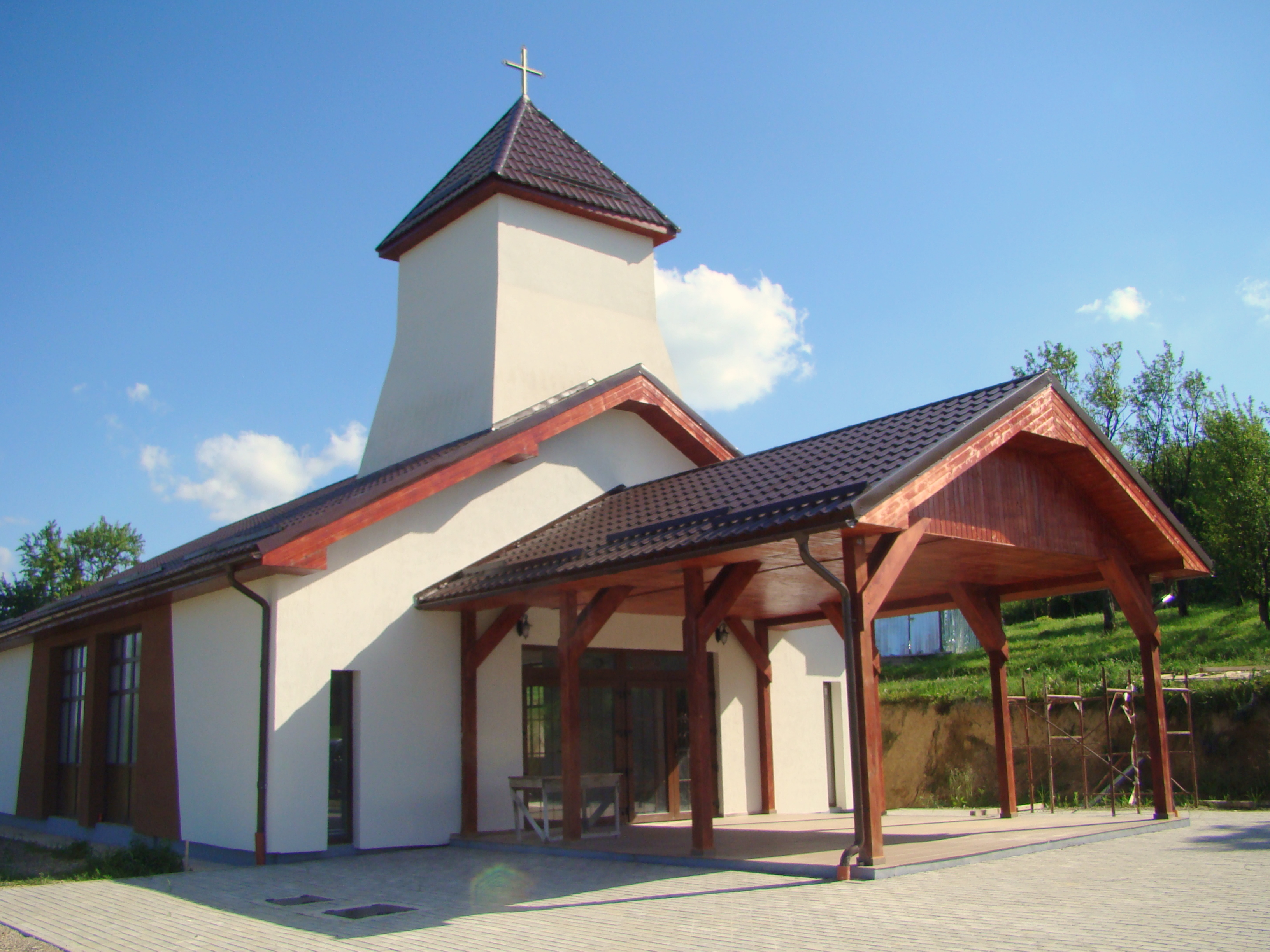
Capela
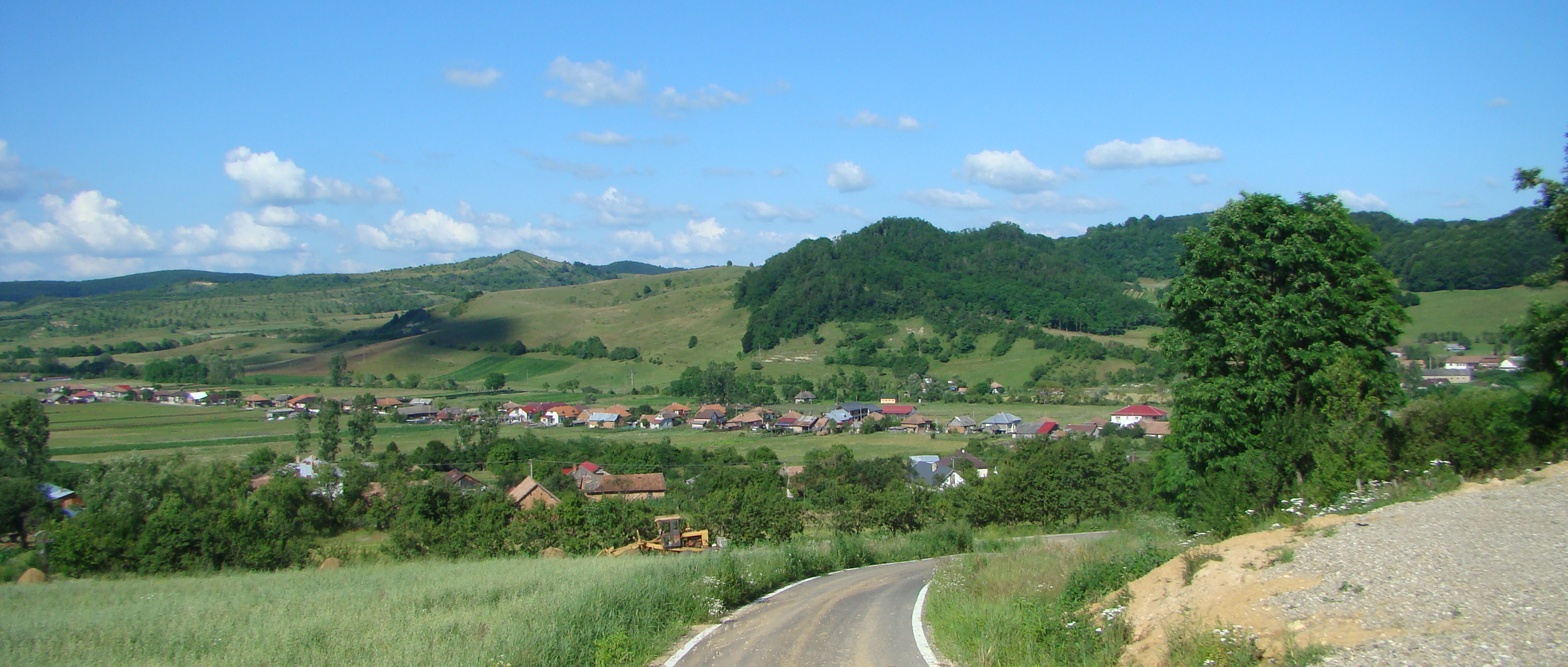
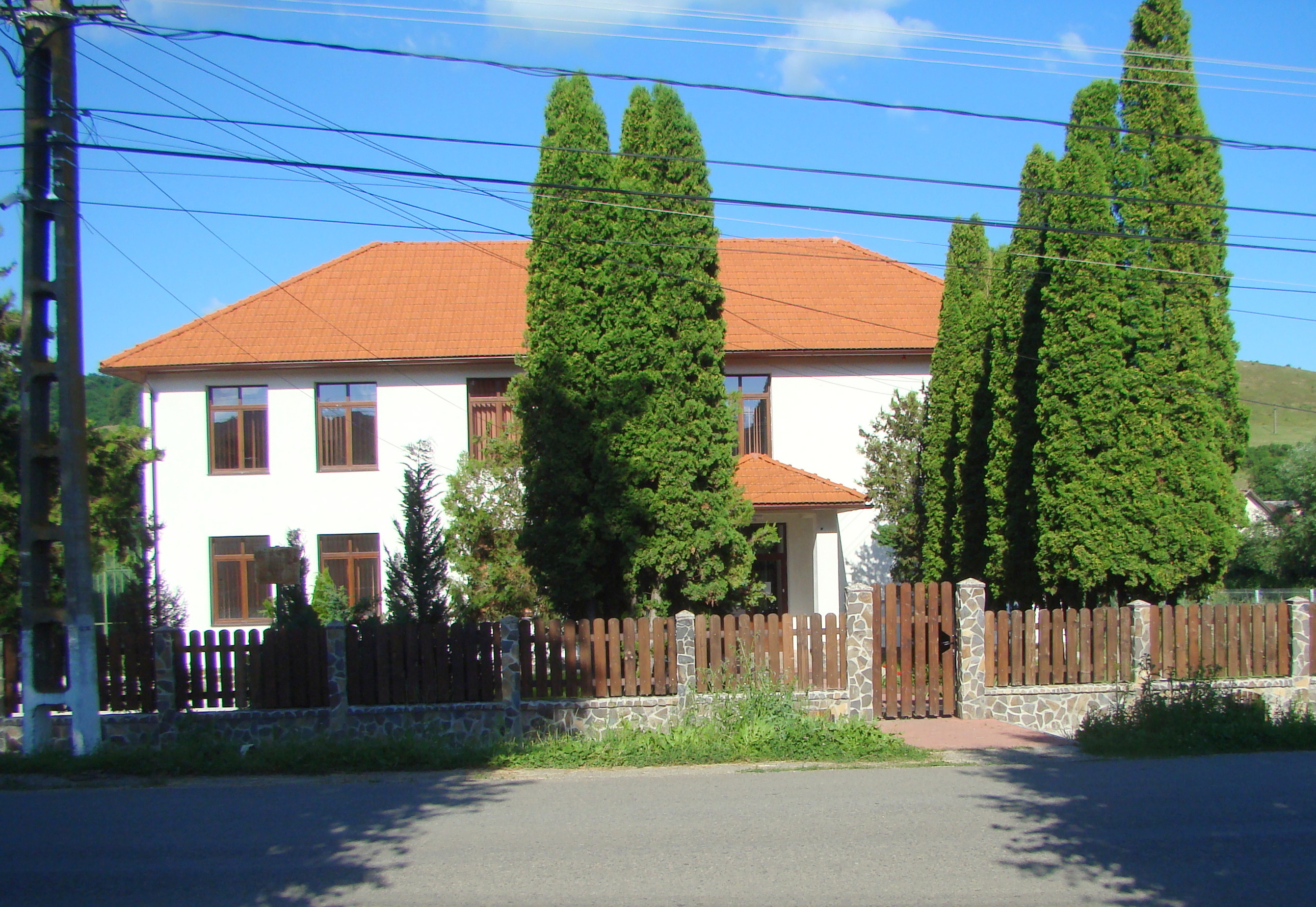
Școala
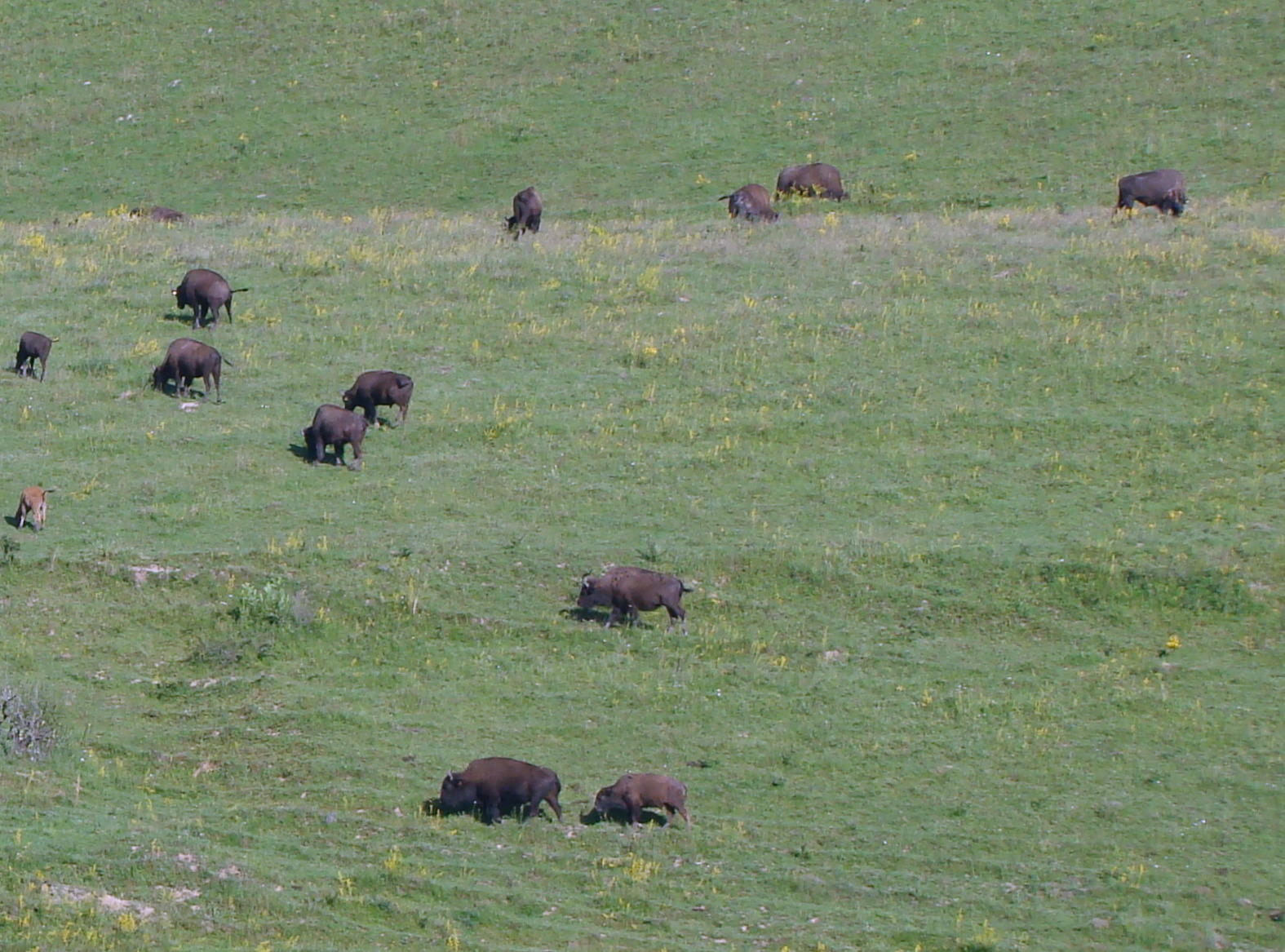
Cea mai mare fermă de bizoni din Europa se află la Recea-Cristur
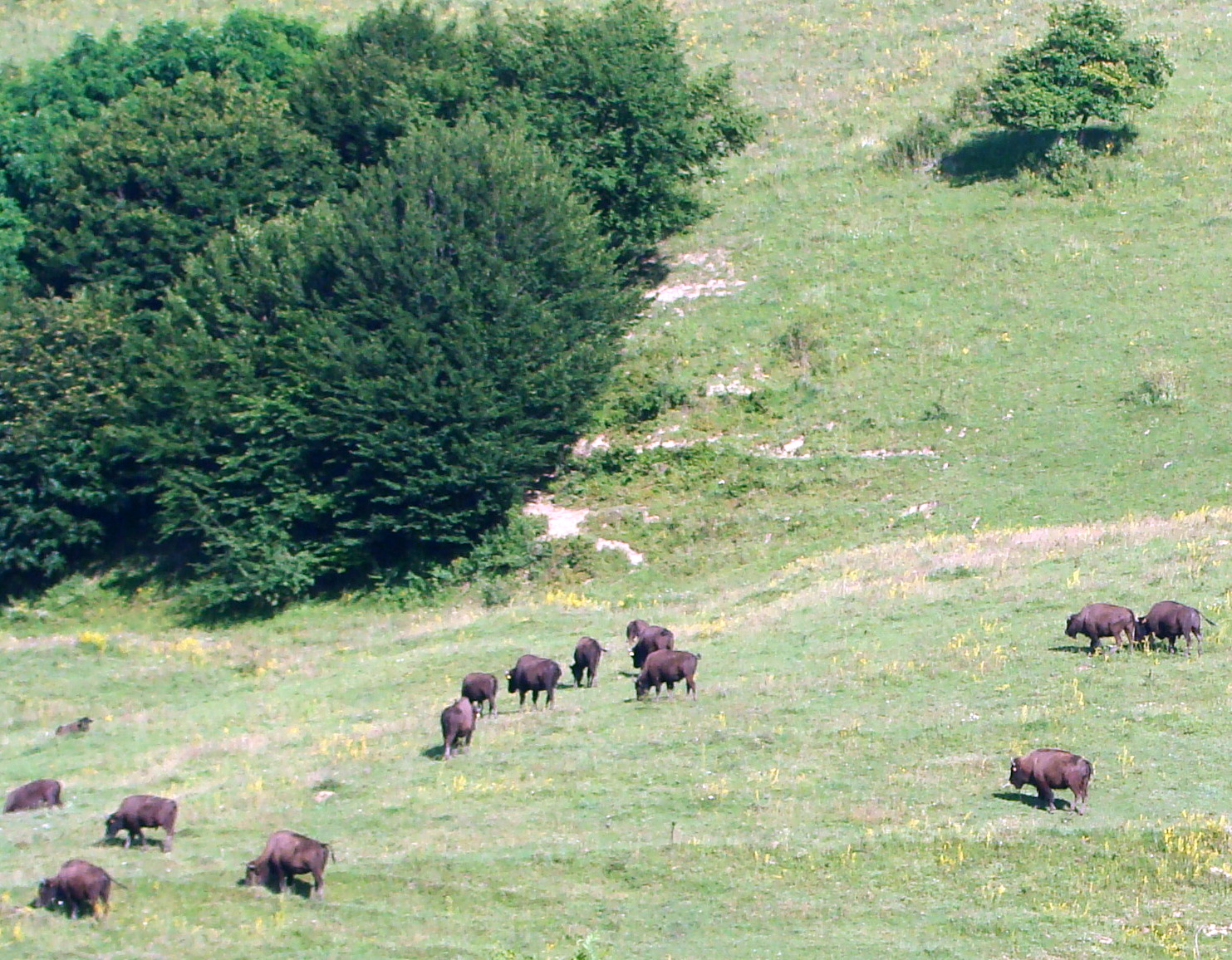